# Metallaxis
Metallaxis is een geslacht van vlinders van de familie spanners (Geometridae), uit de onderfamilie Sterrhinae.

## Soorten
- M. herbuloti Viette, 1978
- M. semipurpurascens Hampson, 1896
- M. semiustus Swinhoe, 1894
- M. sogai Viette, 1979
- M. teledapa Prout, 1932